# Passo del Bocco
De Passo del Bocco is een bergpas in Italië in de Apennijnen met een hoogte van 956 meter op de grens van de regio's Liguria (provincie Genua) en Emilia-Romagna (provincie Parma), op het grondgebied van de gemeente Mezzanego. Op de bergpas bevindt zich een gehucht, een frazione, met dezelfde naam.

## Wielrennen
De Passo del Bocco was de aankomst van een tijdrit in de Ronde van Italië 1994.
Op 9 mei 2011 overleed de Belgische wielrenner Wouter Weylandt na een val in de afdaling van de Passo del Bocco tijdens de Ronde van Italië. Het rugnummer dat hij toen droeg, 108, wordt sindsdien in de Giro d'Italia niet meer gebruikt.